# NGC 337
NGC 337 is een balkspiraalstelsel in het sterrenbeeld Walvis. Het hemelobject ligt ongeveer 59 miljoen lichtjaar van de Aarde verwijderd en werd op 10 september 1785 ontdekt door de Duits-Britse astronoom William Herschel.

## Synoniemen
- PGC 3572
- MCG -1-3-53
- IRAS00573-0750